# Adamello-Presanella

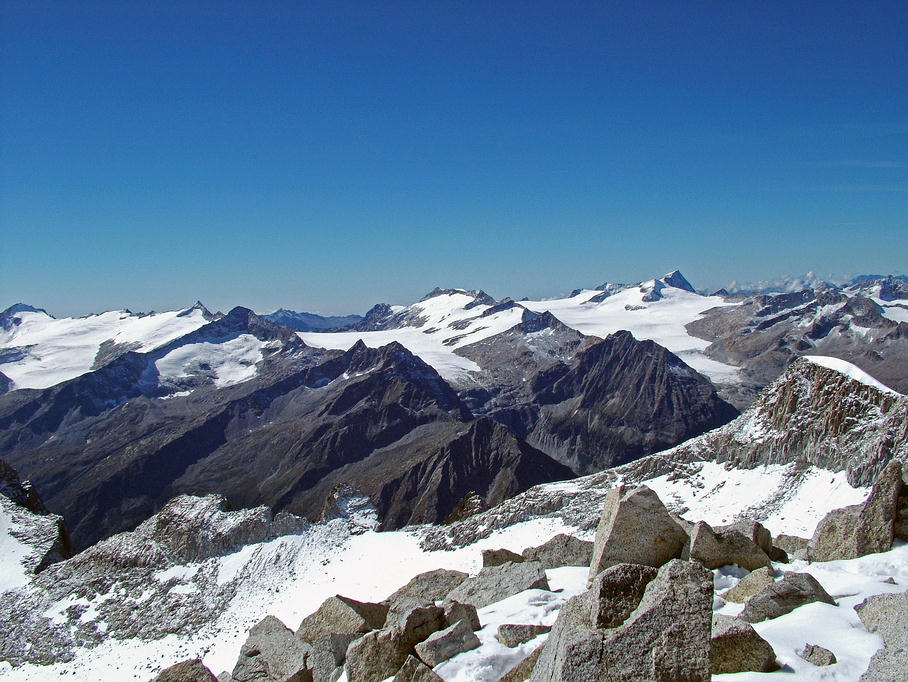
Masiv Adamello

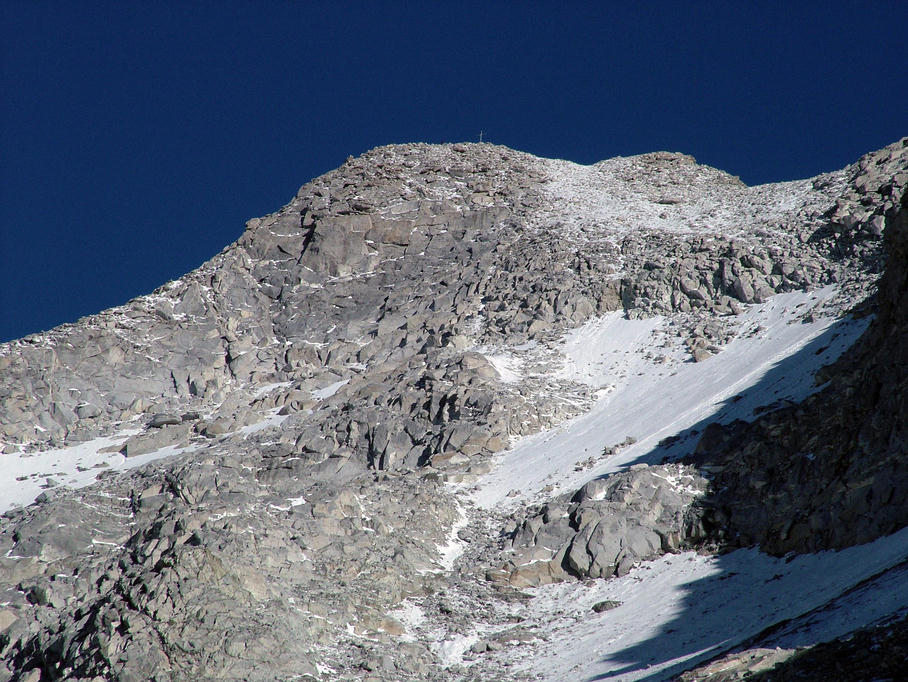
Pod vrcholem Cima Presanella

Masiv Adamello-Presanella je vedle pohoří Ortles jediné vnitrozemské zaledněné pohoří italských Alp. Krajina zde není tak dramatická jako v sousedních pohořích Brenta či Ortles. Hory mají spíše klidnější tvary a nejvyšší vrcholy jen mírně převyšují mohutné ledovcové plochy. Zalednění území je poměrně značné. Nejmohutnější ledovce najdeme v centrální oblasti Adamello - Vedretta del Mandrone a Vedretta della Lobbia. V horách najdeme mnoho horských jezer většinou umělého původu - Lago d'Arno, Lago di Malga Bossina a další. V roce 1981 byla část pohoří (východní oblast Adamello a značné území masivu Presanella) vyhlášena za přírodní park Adamello - Brenta. Park má rozlohu 436 km² a mimo bohaté flóry a četných druhů alpské fauny chrání také samostatnou rasu medvěda hnědého - tzv. medvěda adamellského.

## Poloha
Od masivu Brenta a Gardských hor na východě je dělí velké údolí Rendena (řeka Sarca) a Val Giudicarie (řeka Adana). Severní hranici tvoří horní část údolí Val di Sole a údolí Val Camonica, které zároveň odděluje pohoří od západně ležících Bergamských Alp. Jižní oblasti jsou z hlediska jasného vymezení hranic složitější. Některé masivy patřící prakticky pod skupinu Adamello - Presanella (Tre Valli Bresciani) jsou někdy nesprávně přiřazovány ke Gardským horám.

## Geologie
Hlavním stavebním materiálem pohoří je velmi tvrdá odrůda žuly - tonalit (pojmenovaná podle lokality v sedle Tonale). Tato světlá hornina obsahuje příměsi tmavé slídy. Díky pevnosti materiálu (zvlášť oblast Adamello) je stavební hmota kompaktní. Masiv Presanella je tvořen především krystalickými břidlicemi.

## Rozdělení pohoří
Celé pohoří rozdělujeme do dvou základních horských celků - mohutně zaledněného masivu Adamello (Monte Adamello - 3539 m n. m.) a o poznání skalnatější masiv Presanella (Cima Presanella - 3558 m n. m.). Jižně od skupiny Adamello leží samostatný masiv Castello (Monte Re di Castallo - 2891 m n. m.) a Bruffione (Monte Bruffione - 2665 m n. m.). Tvář pohoří výrazně formují velké a hluboké doliny. Od jihu zasahuje do masivu Val di Daone, z východu turisticky významná dolina Val Genova, která v podstatě dělí od sebe celky Adamello a Presanella.